# Produkční zahrady Pražského hradu

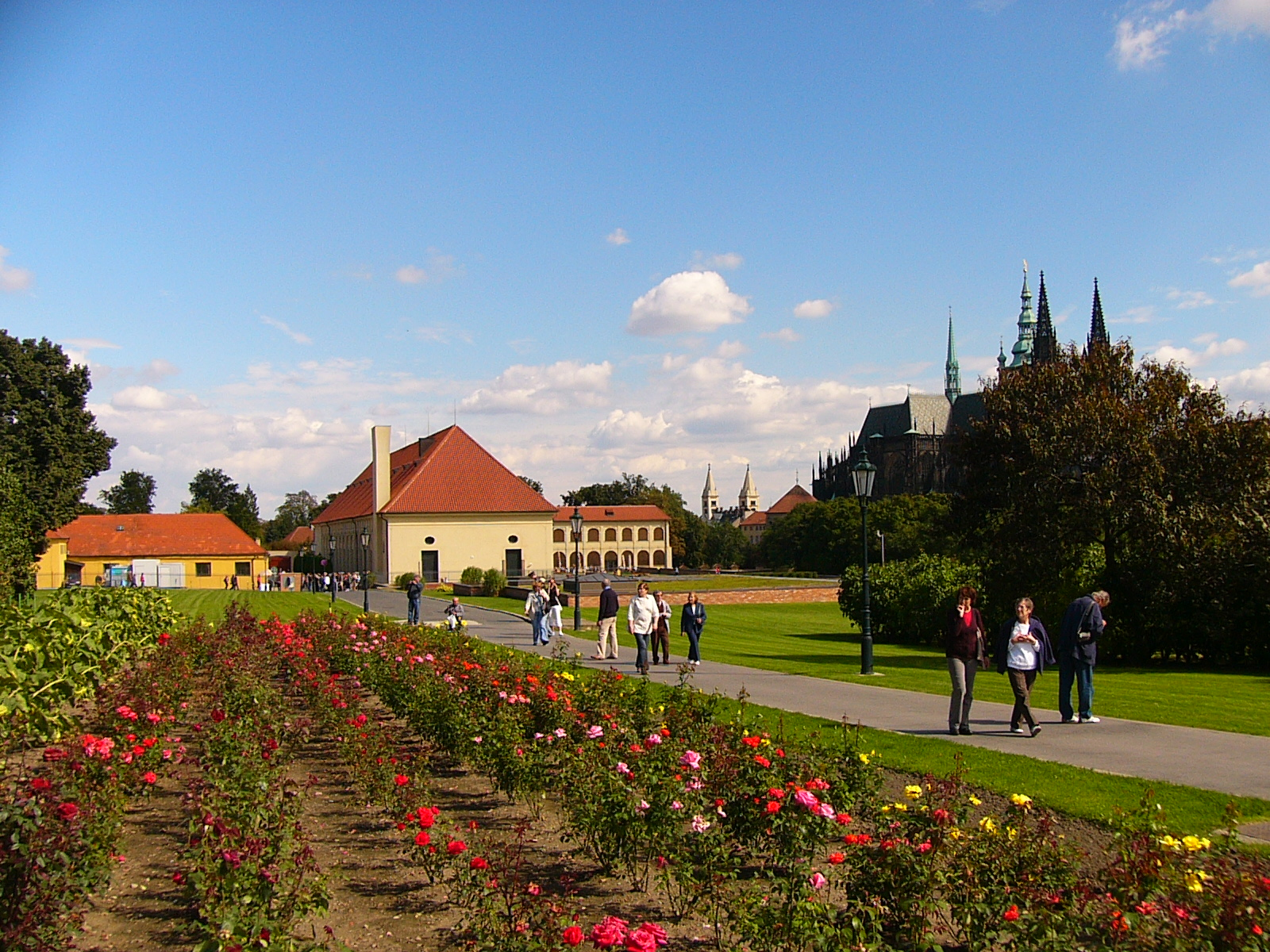
Pohled na východní část zahrad, vlevo záhony květin

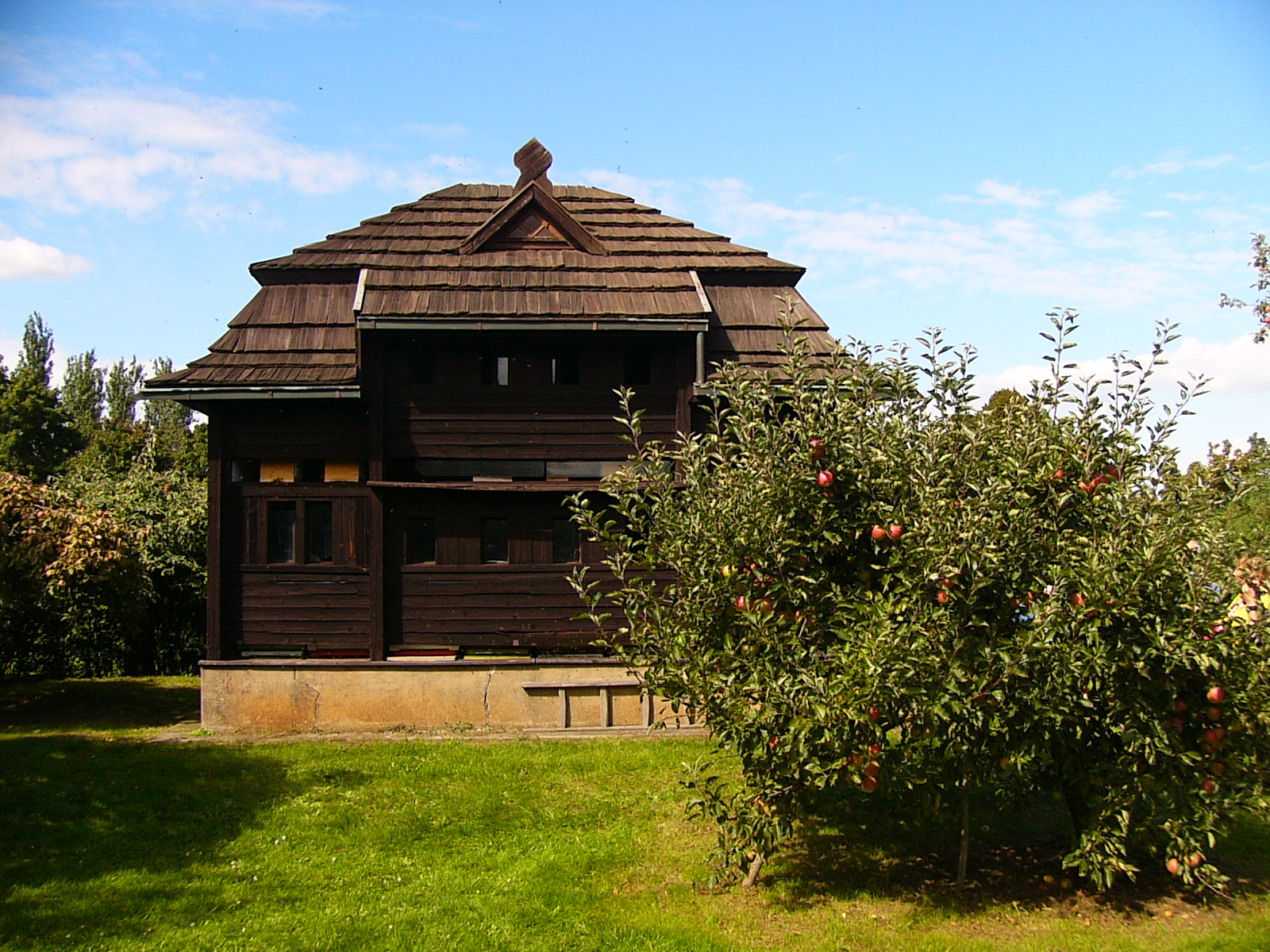
Masarykův včelín

Produkční zahrady (Lumbeho zahrady nebo i Zahrady Lumbeho) jsou nepřístupné zahrady na severním předpolí Pražského hradu (na úrovni přístupné Královské zahrady). Tyto zahrady se nacházejí v bezprostředním sousedství domu, ve kterém bydlí prezident republiky s manželkou (Lumbeho vila).
Produkční zahrady tvoří zázemí hradních zahradníků a zároveň místo, kde se pěstuje 72 druhů rostlin pro výzdobu Pražského hradu při protokolárních akcích. Okrajově se zde pěstuje také ovoce a zelenina. Veškeré výpěstky se spotřebují při protokolárních akcích (státní návštěvy, státní večeře apod.) 
Produkční zahrady se rozkládají na ploše cca 4 hektarů. Polovinu tvoří okrasná část (s unikátním Masarykovým včelínem či požární nádrží z doby Rudolfa II.), polovinu pak vlastní produkční část (kde jsou skleníky, záhony či kompostárna). Tři moderní skleníky mají rozlohu cca 2100 m2. Celková rozloha produkčních zahrad tvoří zhruba 1/7 plochy veškeré okrasné zeleně, o který se Správa Pražského hradu stará. Ve sklenících se pěstuje celkem 72 druhů rostlin v různých barevných variacích: 15 druhů k řezu, 30 druhů na výsadby, 23 druhů hrnkových a 4 druhy jako mobilní zeleň. V tuto roční dobu jsou ve sklenících nejvíce zastoupeny mj. orchideje (až 3000 ks), anthurie (1500 ks), gerbery (1100 ks). 
Tzv. Masarykův včelín pro 1. československého prezidenta T. G. Masaryka navrhl architekt Josip Plečnik v roce 1934. I přes své stáří je včelín plně funkční; v současné době jej „obývá“ 8 včelstev. 
Zahrady jsou pro návštěvníky nepřístupné, otevřely se např. v září 2010, kdy je za jediný víkend vidělo na 17 tisíc návštěvníků, nebo v září 2011.